# Raiffeisen Landesbank Vorarlberg
Die Raiffeisen Landesbank Vorarlberg ist eine Regionalbank mit Sitz in Bregenz. Sie steht im Eigentum der 16 selbstständigen, genossenschaftlich strukturierten Vorarlberger Raiffeisenbanken und bildet mit diesen sowie 57 Bankstellen die führende Bankengruppe des Landes.

## Aufgaben
Die Raiffeisen Landesbank Vorarlberg ist eine Regionalbank für die Vorarlberger Wirtschaft, aber auch für die unabhängigen Vorarlberger Raiffeisenbanken selbst.
Im Sinne des genossenschaftlichen Subsidiaritätsprinzips übernimmt die Raiffeisen Landesbank Aufgaben für die einzelnen Banken wie etwa bundesweite Werbe- und Marketingmaßnahmen, strategische Unterstützung, Dienst- und Serviceleistungen uvm. Sie ist aber auch der gesetzliche Revisionsverband für alle Vorarlberger Raiffeisenbanken und die sonstigen Genossenschaften nach dem System Raiffeisen.

## Geschichte
Schwere Überschwemmungen des Rheins sorgten 1888 für Armut und Hungersnot in vielen Vorarlberger Gemeinden. Die Tragödie war 1889 Anstoß für die Gründung der ersten Spar- und Darlehenskassen in Wolfurt und Lustenau nach dem Prinzip von Friedrich Wilhelm Raiffeisen.
In den Jahren danach folgten viele weitere Bankgründungen und so entstand am 29. April 1895 der „Verband der Spar- und Darlehenskassenvereine in Vorarlberg“ als Zentralbank und Geldausgleichsstelle zwischen den einzelnen Banken mit Johann Kohler als erstem Anwalt.
1898 wurde der Vorarlberger Verband zum Mitgründer des Allgemeinen Österreichischen Raiffeisenverbandes in Wien, der als Firmenzeichen das Giebelkreuz trägt. Durch das in Kraft tretende Revisionsgesetz führt die Raiffeisenlandesbank ab 1903 auch die Revisionen im Land durch.
1910 wurde der Bau eines Genossenschaftshauses in der Bregenzer Bahnhofstraße für den Verband beschlossen. Dies blieb auch bis 1981 der Sitz der Zentralbank. Die Einführung sowie der Ausbau des Raiffeisen-Rechenzentrums, an dem ab 1975 immer mehr Regionalbanken angeschlossen wurden, erforderten auch eine räumliche Erweiterung. 1980 entstand das Gebäude der Raiffeisenlandesbank Vorarlberg in der Bregenzer Rheinstraße. Im Rahmen der 100-Jahr-Feier 1995 wurde der Verband zur Raiffeisenlandesbank Vorarlberg umbenannt.
Der Name der Raiffeisenlandesbank Vorarlberg Waren- und Revisionsverband registrierte Genossenschaft mit beschränkter Haftung hat sich durch den Beschluss einer außerordentlichen Generalversammlung geändert: Er lautet seit 2021 Raiffeisen Landesbank Vorarlberg mit Revisionsverband eGen. Es handelt sich um eine Änderung des Firmenwortlautes. Weitere rechtliche Auswirkungen sind damit nicht verbunden.

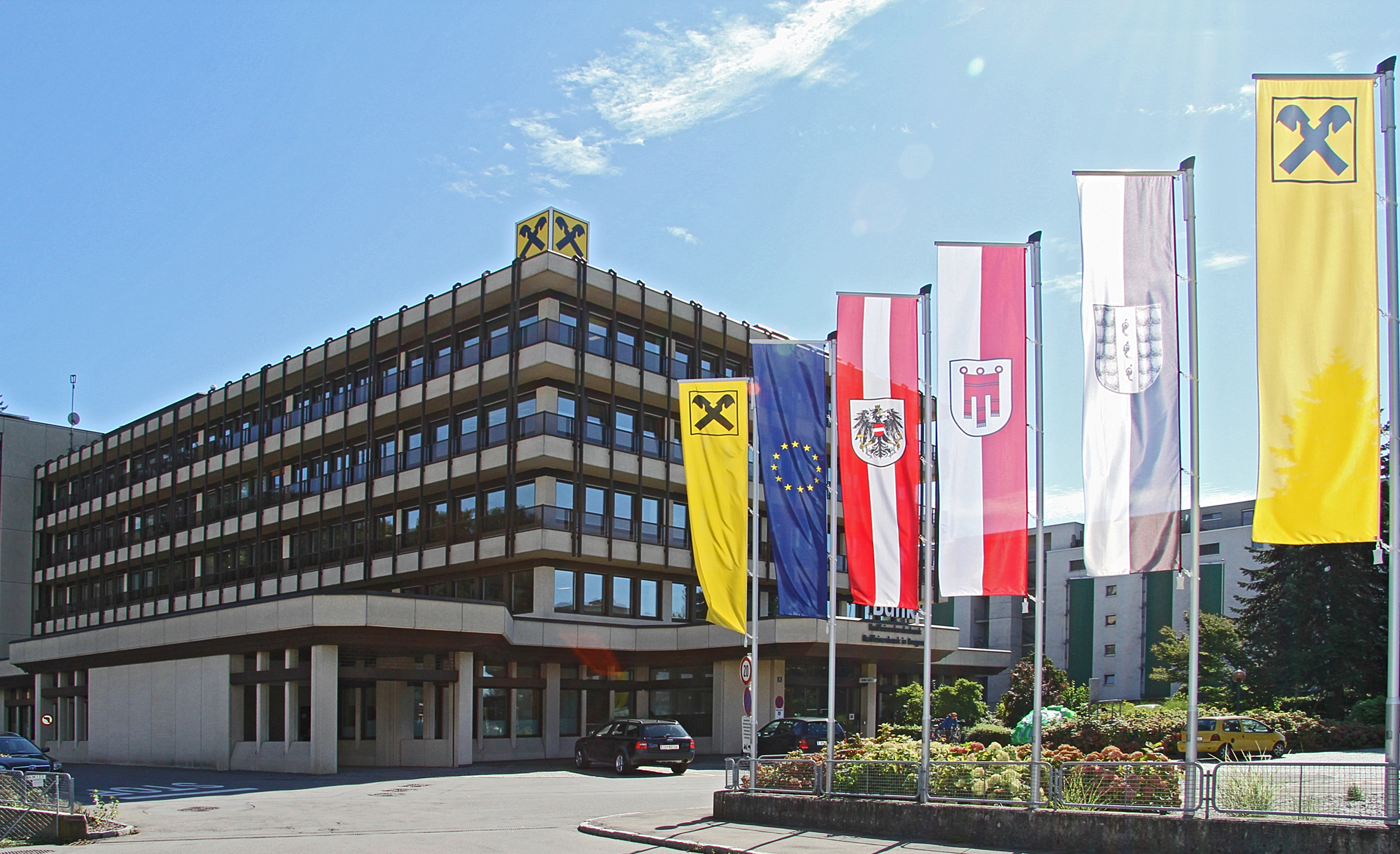
Raiffeisen Landesbank Vorarlberg

## Kennzahlen/Berichte
Bilanzsumme: 7,1 Mrd. Euro (Stichtag 31. Dezember 2022).
Anzahl Mitarbeitende: 411 (49 % ♂, 51 % ♀) (Stichtag 31. Dezember 2021).